# Cabo Gracias a Dios

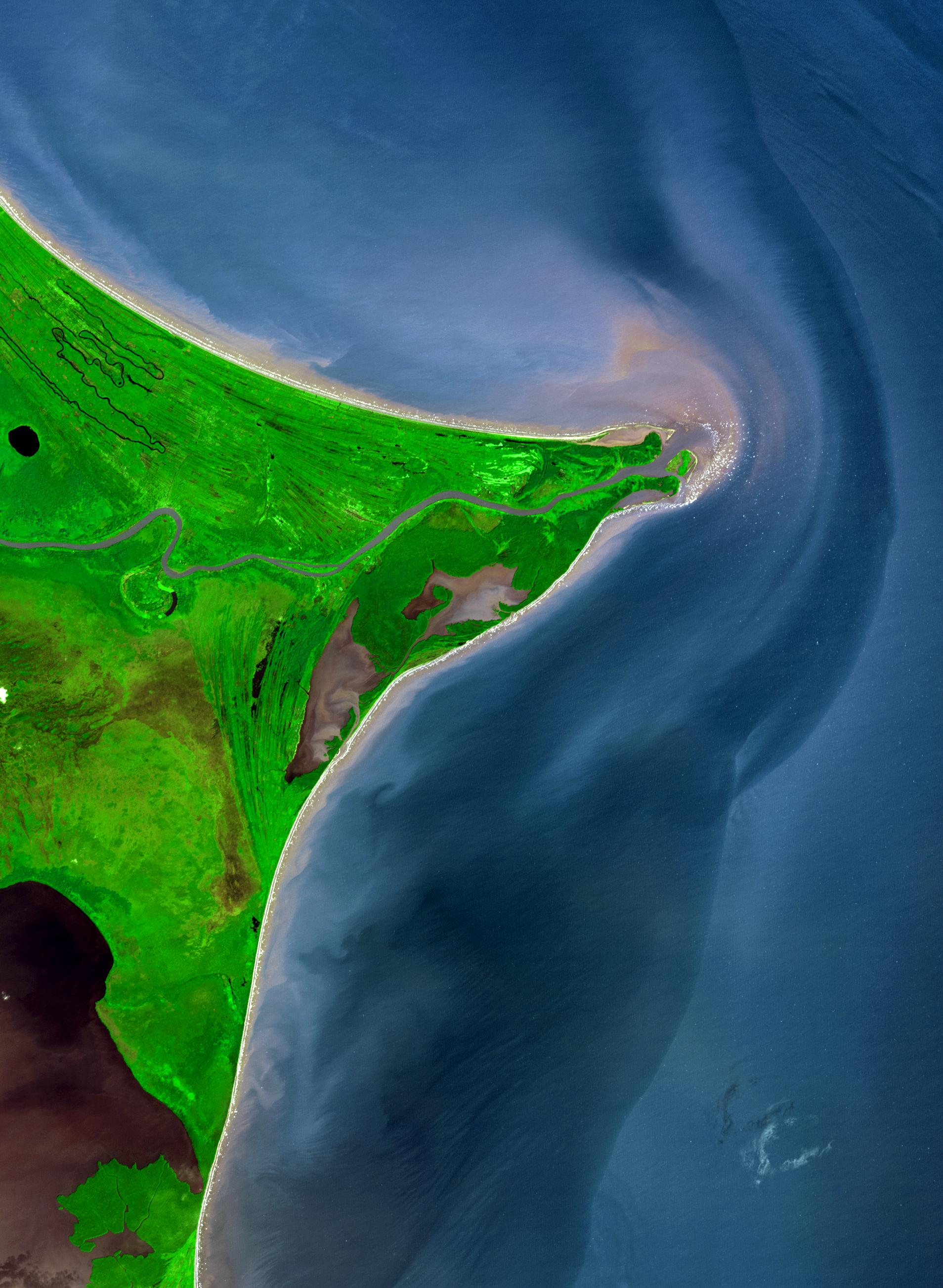
Przylądek Gracias a Dios widziany z kosmosu

Cabo Gracias a Dios – przylądek w Ameryce Środkowej, na wybrzeżu Morza Karaibskiego, zwanym Wybrzeżem Moskitów. 
Przylądek, na którym uchodzi rzeka Coco, wyznacza granicę między Nikaraguą a Hondurasem.